# HD38823
HD38823 — хімічно пекулярна зоря спектрального класу A5, що має видиму зоряну величину в смузі V приблизно  7,4.
Вона  розташована на відстані близько 371,5 світлових років від Сонця.

## Пекулярний хімічний вміст
Зоряна атмосфера HD38823 має підвищений вміст 
Cr
.